# Báródi Károly

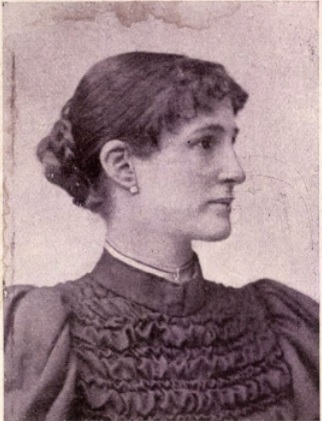
Báródi Károlyné Csányi Jusztin portréja Magyar színművészeti lexikon 1. 1929.

Báródi Károly; született: Raphanides Károly Nathánaël, névváltozat: Rafanidesz (Csővár, 1849. március 28. – Korpona, 1915. február 7.) színész, igazgató.

## Életútja
Atyja Raphanides Károly református pap volt, anyja Biszkup Katalin. Iskoláit Selmecbányán, Iglón és Nagykőrösön végezte és mint érettségizett ifjú felcsapott színésznek 1864-ben, Budai Józsefnél, Csongrádon. 1883-ban színigazgató lett. 1906. május 1-én nyugdíjba ment. Az intrikus szerepkörben számított elismert művésznek. Igazgatóként a vidéket járta kisebb társulatokkal évtizedeken keresztül.
Első neje: Lencsó Ernesztin (1846–1897): színésznő. Második neje: Csányi (Hemző) Jusztin (Kecskemét, 1858. december 19. – Budapest, 1932. február 20.) színésznő. Színipályára lépett 1875. október 15-én, a Népszínházban. 1912. január 1-én nyugalomba ment. Lánya: Báródi Kató (Hátszeg, 1888. október 26. – Budapest, 1951. október 16.) színésznő. Színipályára lépett 1895-ben.

## Működési adatai
1869: Buday József; 1870: Várnay Fábián, Klein Sámuel; 1871: Kétszery József, Szuper Károly; 1872–74: Aradi Gerő; 1877: Hubay Gusztáv; 1877–79: Gáspár Jenő; 1880: Hubay Gusztáv; 1881: Jakab Lajos; 1882: Aradi Gerő, Gáspár Jenő; 1883: Békéscsaba.
Igazgatóként: 1883: Csongrád; 1884: Jászberény; 1885: Kisszeben; 1886: Eperjes; 1887: Orosháza; 1888: Szászváros; 1894: Ókanizsa; 1895: Liptószentmiklós; 1896: Trencsén; 1897: Marcali; 1898: Nagybánya; 1899: Szécsény; 1900: Rozsnyó; 1901: Zsarnóca; 1902: Esztergom; 1903: Illava; 1904: Rózsahegy; 1905: Békés.